# Scherma ai Giochi della XXXIII Olimpiade - Spada a squadre femminile
Il torneo di spada a squadre femminile dei Giochi olimpici di Parigi 2024 si è svolto il 30 luglio 2024 presso il Grand Palais. Il torneo si è concluso con la vittoria dell’Italia, al primo oro olimpico nella disciplina, con la stoccata decisiva trovata negli ultimi secondi del minuto supplementare.

## Risultati

### Finali
|  | Quarti di finale | Quarti di finale |         |    | Semifinali      | Semifinali      |  |  | Finale | Finale |
|  |                  |                  |         |    |                 |                 |  |  |        |        |
|  |                  |                  |         |    |                 |                 |  |  |        |        |
|  |                  |                  |         |    |                 |                 |  |  |        |        |
|  | Italia           | 39               |         |    |                 |                 |  |  |        |        |
|  | Italia           | 39               |         |    |                 |                 |  |  |        |        |
|  | Egitto           | 26               |         |    |                 |                 |  |  |        |        |
|  | Egitto           | 26               | Italia  | 45 |                 |                 |  |  |        |        |
|  |                  |                  | Italia  | 45 |                 |                 |  |  |        |        |
|  |                  | Cina             | 24      |    |                 |                 |  |  |        |        |
|  | Cina             | Cina             | 24      | 45 |                 |                 |  |  |        |        |
|  | Cina             |                  |         | 45 |                 |                 |  |  |        |        |
|  | Ucraina          | 41               |         |    |                 |                 |  |  |        |        |
|  | Ucraina          | 41               | Italia  | 30 |                 |                 |  |  |        |        |
|  |                  |                  | Italia  | 30 |                 |                 |  |  |        |        |
|  |                  | Francia          | 29      |    |                 |                 |  |  |        |        |
|  | Polonia          | Francia          | 29      | 31 |                 |                 |  |  |        |        |
|  | Polonia          |                  |         | 31 |                 |                 |  |  |        |        |
|  | Stati Uniti      | 29               |         |    |                 |                 |  |  |        |        |
|  | Stati Uniti      | 29               | Polonia | 39 |                 |                 |  |  |        |        |
|  |                  |                  | Polonia | 39 |                 |                 |  |  |        |        |
|  |                  | Francia          | 45      |    | Finale 3º posto | Finale 3º posto |  |  |        |        |
|  | Francia          | Francia          | 45      | 37 | Finale 3º posto | Finale 3º posto |  |  |        |        |
|  | Francia          |                  |         | 37 |                 |                 |  |  |        |        |
|  | Corea del Sud    | 31               |         |    |                 |                 |  |  |        |        |
|  | Corea del Sud    | 31               | Cina    | 31 |                 |                 |  |  |        |        |
|  |                  |                  |         |    |                 |                 |  |  |        |        |
|  | Polonia          | 32               |         |    |                 |                 |  |  |        |        |
|  | Polonia          | 32               |         |    |                 |                 |  |  |        |        |

### Finali 5º/8º posto
|  | Semifinali    | Semifinali    | Semifinali    |               |         | Finale 5º posto | Finale 5º posto | Finale 5º posto |  |
|  |               |               |               |               |         |                 |                 |                 |  |
|  | Egitto        | Egitto        | 31            |               |         |                 |                 |                 |  |
|  | Egitto        | Egitto        | 31            |               |         |                 |                 |                 |  |
|  | Ucraina       | Ucraina       | 45            |               |         |                 |                 |                 |  |
|  | Ucraina       | Ucraina       | 45            |               | Ucraina | Ucraina         | 38              |                 |  |
|  |               |               |               |               | Ucraina | Ucraina         | 38              |                 |  |
|  |               |               | Corea del Sud | Corea del Sud | 45      |                 |                 |                 |  |
|  | Stati Uniti   | Stati Uniti   | Corea del Sud | Corea del Sud | 45      | 39              |                 |                 |  |
|  | Stati Uniti   | Stati Uniti   |               |               |         | 39              |                 |                 |  |
|  | Corea del Sud | Corea del Sud | 45            |               |         | Finale 7º posto | Finale 7º posto | Finale 7º posto |  |
|  | Corea del Sud | Corea del Sud | 45            |               |         |                 |                 |                 |  |
|  |               |               |               |               |         |                 |                 |                 |  |
|  |               |               |               |               |         | Egitto          | Egitto          | 30              |  |
|  |               |               |               |               |         | Egitto          | Egitto          | 30              |  |
|  |               |               |               |               |         | Stati Uniti     | Stati Uniti     | 44              |  |

## Classifica finale
| Pos.    | Squadra       | Atleti                                                                                |
| ------- | ------------- | ------------------------------------------------------------------------------------- |
| Oro     | Italia        | Rossella Fiamingo Mara Navarria Giulia Rizzi Alberta Santuccio                        |
| Argento | Francia       | Marie-Florence Candassamy Alexandra Louis-Marie Auriane Mallo-Breton Coraline Vitalis |
| Bronzo  | Polonia       | Aleksandra Jarecka Renata Knapik-Miazga Martyna Swatowska-Wenglarczyk Alicja Klasik   |
| 4       | Cina          | Sun Yiwen Tang Junyao Yu Sihan Xu Nuo                                                 |
| 5       | Corea del Sud | Kang Young-mi Song Se-ra Lee Hye-in Choi In-jeong                                     |
| 6       | Ucraina       | Olena Kryvyc'ka Vlada Kharkova Feybi Bezhura Darya Varfolomeyeva                      |
| 7       | Stati Uniti   | Hadley Husisian Margherita Guzzi Vincenti Anne Cebula Katharine Holmes                |
| 8       | Egitto        | Aya Hussein Shirwit Gaber Nardin Ehab Loulwa Soliman                                  |